# Calíptero

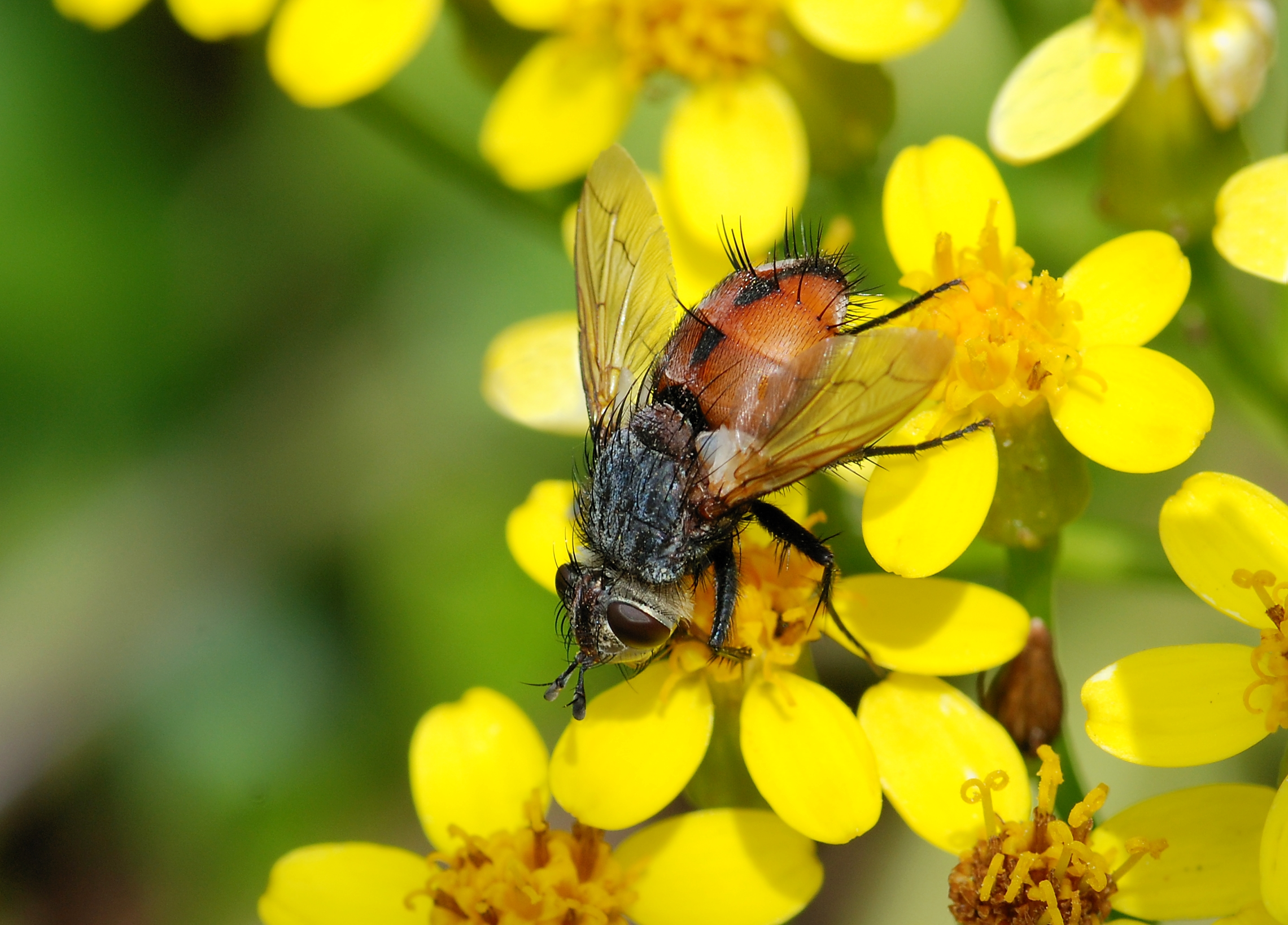
Calíptero en la base del ala de una mosca Tachina sp.

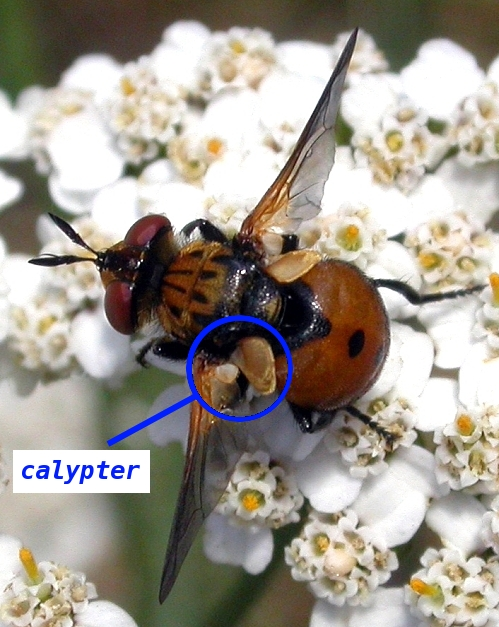
Calíptero de mosca Tachinidae

En entomología el calíptero es un lóbulo que se encuentra en el margen posterior del ala de ciertas moscas que cubre el halterio. Es una estructura pequeña y membranosa. A veces es llamado "alula". En algunas especies el calíptero posee pelos. Esta y otras características pueden servir en la identificación de especies.
Está presente en las moscas del grupo taxonómico (subsección) Calyptratae y ausente en las Acalyptratae.